# 大阪府道161号深野南寺方大阪線
大阪府道161号深野南寺方大阪線（おおさかふどう161ごう ふこのみなみてらかたおおさかせん）は、大阪府大東市から大阪市旭区に至る一般府道である。

## 概要
大東市深野北1丁目から大阪市旭区高殿7丁目に至る
大阪市旭区の一部の区間は、千林商店街および森小路京かい道商店街になっている。

### 路線データ
- 起点：大阪府大東市深野北1丁目（深野新田交差点、国道170号交点）
- 終点：大阪府大阪市旭区高殿7丁目（関目5交差点、国道1号・国道163号交点）

## 路線状況

### 通称
- 野崎街道

### 重複区間
- 大阪府道15号八尾茨木線（門真市桑才町 - 門真市桑才町・桑才交差点）
- 大阪府道159号平野守口線（守口市高瀬町5丁目）

### 道路施設

#### 橋梁
- 三島大橋（古川、門真市）

## 地理

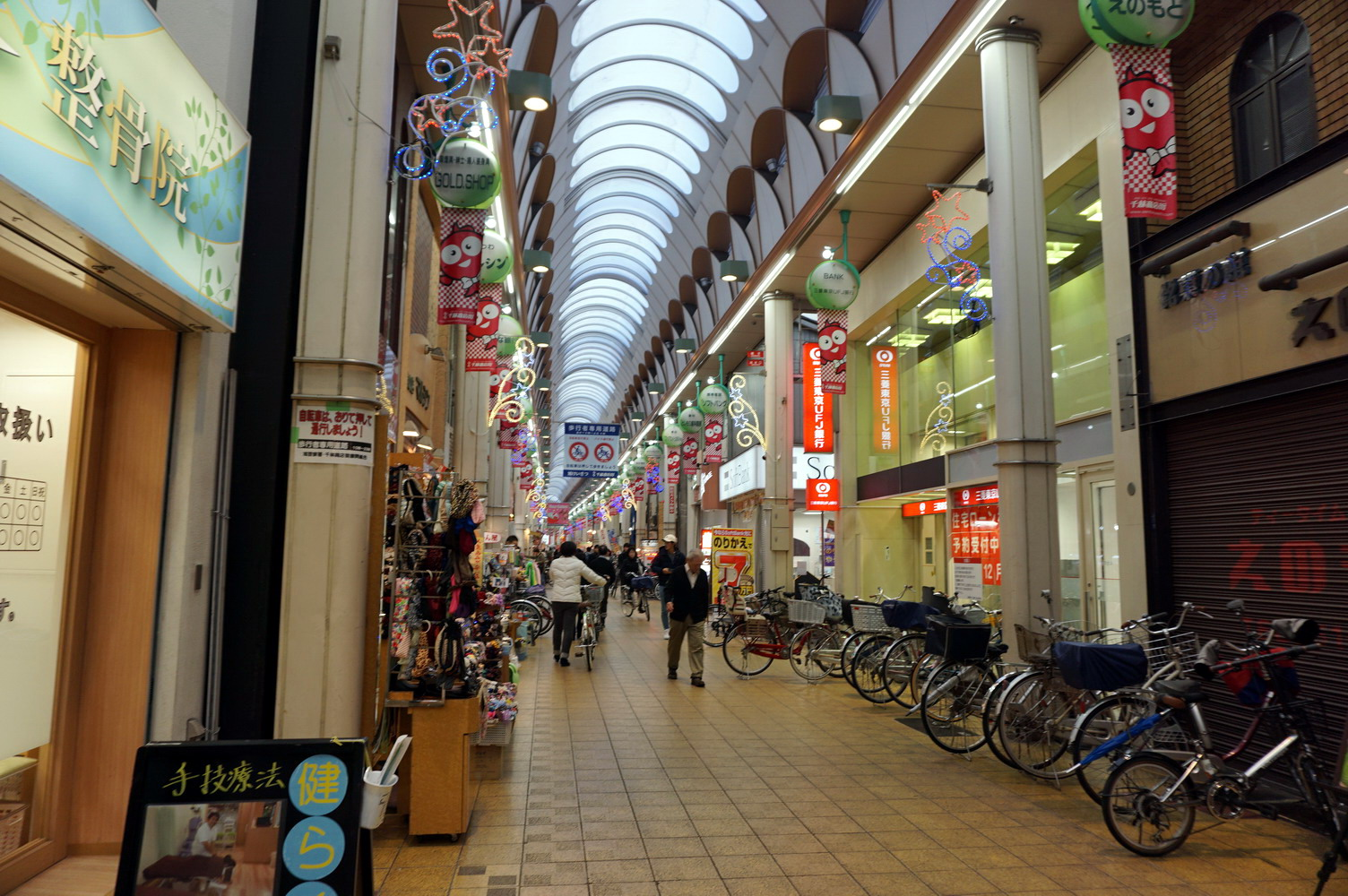
千林商店街（2016年11月撮影）

### 通過する自治体
- 大阪府
  - 大東市 - 門真市 - 守口市 - 大阪市（旭区）

### 交差する道路
| 交差する道路                         | 市町村名 | 市町村名 | 交差する場所  | 交差する場所                            |
| ------------------------------------ | -------- | -------- | ------------- | --------------------------------------- |
| 国道170号                            | 大東市   | 大東市   | 深野北1丁目   | 深野新田（ふこのしんでん）交差点 / 起点 |
| 大阪府道162号大東四條畷線            | 大東市   | 大東市   | 深野2丁目     | 深野橋交差点                            |
| 大阪府道21号八尾枚方線               | 門真市   | 門真市   | 江端町        | 江端南（旧御領）交差点                  |
| 国道1号                              | 門真市   | 門真市   | 三ツ島1丁目   | 三ツ島東交差点                          |
| 国道1号                              | 門真市   | 門真市   | 三ツ島1丁目   | 三ツ島交差点                            |
| 国道1号                              | 門真市   | 門真市   | 三ツ島1丁目   | 三ツ島西交差点                          |
| 大阪府道15号八尾茨木線 重複区間起点  | 門真市   | 門真市   | 桑才町        |                                         |
| 大阪府道15号八尾茨木線 重複区間終点  | 門真市   | 門真市   | 桑才町        | 桑才交差点                              |
| 大阪府道2号大阪中央環状線            | 門真市   | 門真市   | 桑才新町      | 桑才新町交差点                          |
| 大阪府道2号大阪中央環状線            | 守口市   | 守口市   | 寺方錦通4丁目 | 寺方錦通4交差点                         |
| 国道163号                            | 守口市   | 守口市   | 寺方本通2丁目 | 北寺方交差点                            |
| 大阪府道159号平野守口線 重複区間起点 | 守口市   | 守口市   | 高瀬町5丁目   |                                         |
| 大阪府道159号平野守口線 重複区間終点 | 守口市   | 守口市   | 高瀬町5丁目   |                                         |
| 国道479号                            | 大阪市   | 旭区     | 清水5丁目     | 清水5交差点                             |
| 国道1号 国道163号                    | 大阪市   | 旭区     | 高殿7丁目     | 関目5交差点 / 終点                      |

### 交差する鉄道
- Osaka Metro今里筋線
- 京阪本線

### 沿線
- JR西日本片町線 野崎駅
- 大東市立深野中学校
- 四條畷警察署
- 三島神社（薫蓋樟・大阪みどりの百選選定地）
- 学校法人大阪国際学園
- 京阪本線
  - 土居駅 - 滝井駅 - 千林駅 - 森小路駅 - 関目駅
- Osaka Metro谷町線
  - 千林大宮駅 - 関目高殿駅
- Osaka Metro今里筋線 関目成育駅